# Cornell (Illinois)
Cornell est un village du comté de Livingston dans l'Illinois, aux États-Unis,. Fondé en 1871, par Walter P. Cornell, il est situé au nord-est du comté. Il est incorporé le 17 octobre 1901.

## Démographie
Lors du recensement de 2010, le village comptait une population de 467 habitants. Elle est estimée, en 2016, à 443 habitants.

### Source de la traduction
- (en) Cet article est partiellement ou en totalité issu de l’article de Wikipédia en anglais intitulé « Cornell, Illinois » (voir la liste des auteurs).